# Qualificazioni alla Coppa del Mondo di rugby 2011
Le qualificazioni alla Coppa del Mondo di rugby 2011 si tennero tra il 2008 e il 2010 e videro la partecipazione di 81 squadre nazionali che si affrontarono in tornei di qualificazione su base geografica.
La riunione dell'International Rugby Board di Dubai del 4 settembre 2008 aveva ufficializzato la nuova struttura della Coppa del Mondo, con qualificazione automatica delle prime 12 squadre dell'edizione precedente (ovvero le tre prime classificate di ogni girone della fase iniziale); in ragione di ciò risultarono escluse dalle qualificazioni, in quanto già ammesse all'edizione 2011, le Nazionali di Sudafrica (campione del mondo in carica), Inghilterra, Argentina, Francia, Figi, Scozia, Australia, Nuova Zelanda, Tonga, Italia, Galles e Irlanda.
Dai processi di qualificazione uscirono quindi otto squadre, delle quali due ciascuna da Europa e Americhe, una ciascuna da Africa, Asia e Oceania e una dai ripescaggi, che si tennero tra la miglior non qualificata di Africa, Americhe, Asia ed Europa.
L'Oceania non ebbe posti di ripescaggio.
Le qualificazioni si tennero su base continentale e si appoggiarono in massima parte sui tornei regionali già in calendario; la prima gara delle qualificazioni fu il preliminare del Campionato dei Caraibi 2008 tra Messico e Saint Vincent e Grenadine tenutosi il 20 marzo 2008, e l'ultima fu il ritorno della finale dei ripescaggi tra Romania e Uruguay il 27 novembre 2010.
Alle qualificazioni africane parteciparono 14 squadre (qualificata la Namibia), a quelle americane 18 (qualificate Canada e Stati Uniti), a quelle asiatiche 13 (qualificato il Giappone, alle oceaniane 9 (qualificata Samoa) e a quelle europee 31 (qualificate Georgia e, per la prima volta, Russia).
Ai ripescaggi accedettero Kazakistan per l'Asia, Tunisia per l'Africa, Uruguay per le Americhe e Romania per l'Europa, che fu anche la squadra che emerse da tali spareggi e si confermò nel gruppo di Nazionali sempre presenti alla Coppa del Mondo.

## Criteri di qualificazione
- Africa (1 qualificata, 1 ai ripescaggi): 14 squadre parteciparono alle qualificazioni ripartite su quattro turni, gli ultimi tre dei quali coincidenti con le varie fasi della Coppa d'Africa 2008-09. Il turno preliminare si disputò tra quattro squadre e servì a qualificarne due alla competizione continentale; i successivi tre turni furono rispettivamente la fase a gironi (12 squadre divise in quattro gruppi da tre), le semifinali e la finale della Coppa d'Africa: la vincitrice fu ammessa direttamente alla Coppa del Mondo, la finalista sconfitta accedette ai ripescaggi[2].
- Americhe (2 qualificate, 1 ai ripescaggi). 18 squadre, 11 delle quali dal Nordamerica e Caraibi, 7 dal Sudamerica. Per quanto riguarda il Nordamerica, la prima squadra giunse dalla vincente di uno spareggio in gara doppia tra Canada e Stati Uniti. Per il secondo posto utile, dapprima la campione caraibica del 2008 spareggiò contro la vincente del coevo Sudamericano "B"; la vincente di tale spareggio disputò un torneo triangolare contro Cile e Uruguay; la squadra vincitrice di tale triangolare affrontò in uno spareggio in gara doppia la perdente tra Canada e Stati Uniti per il secondo posto delle Americhe alla Coppa del Mondo; la squadra sconfitta in tale spareggio accedette ai ripescaggi[2].
- Asia (1 qualificata, 1 ai ripescaggi). Il torneo di qualificazione coinvolse tre edizioni dell'Asian Five Nations, fino alle squadre di seconda divisione; i primi due turni servirono, in ragione dei meccanismi di promozione-retrocessione di tale torneo, a determinare la composizione del Top 5 dell'Asian Five Nations 2010, la cui squadra campione fu qualificata direttamente alla Coppa del Mondo, mentre la seconda in classifica accedette ai ripescaggi[2].
- Europa (2 qualificate, 1 ai ripescaggi). Le qualificazioni europee si basarono interamente sui risultati del campionato europeo 2008-10: i cinque turni di qualificazione servirono fondamentalmente per stabilire la squadra da inviare ai ripescaggi, essendo le due qualificate direttamente determinate dalla classifica aggregata della prima divisione 2008-10 del torneo. La squadra ripescata uscì da una serie di eliminatorie che vide, nell'ordine, affrontarsi le prime classificate delle divisioni 3.B e 3.C della stagione 2008-09, poi la prima classificata, nello stesso periodo, della divisione 3.A, a seguire la prima classificata ancora nel 2008-09 della divisione 2.B e, infine, la vincitrice della divisione 2.A 2008-10. La squadra superstite da tali quattro turni affrontò in gara doppia la terza classificata della prima divisione 2008-10 e la vincitrice di tale spareggio accedette ai ripescaggi[2].
- Oceania (una qualificata). Il torneo di qualificazione oceaniano fu il più breve, in quanto durò 21 giorni: la prima fase coincise con la FORU Oceania Cup 2009, cui presero parte 4 squadre che si affrontarono a eliminazione diretta; la squadra vincitrice della finale affrontò Samoa per un posto alla Coppa del Mondo. Contrariamente agli altri continenti, l'Oceania non ebbe squadre da destinare al ripescaggio[2].
- Ripescaggi (una qualificate): 4 squadre, ovvero la migliore tra le non qualificate di Africa, Americhe, Asia ed Europa, si incontrarono in un torneo a eliminazione; le semifinali furono in gara unica e con accoppiamento predefinite, in quanto la ripescata europea avrebbe dovuto incontrarsi con quella africana e quella asiatica con quella americana[2]; avrebbe avuto il diritto di disputare l'incontro in casa la squadra meglio classificata nel ranking IRB al momento in cui il suo nome fosse stato noto[2]. La finale, tra le due vincenti, si tennero in gara doppia e la vincente fu la qualificata alla Coppa del Mondo[2].

## Schema delle qualificazioni
| Fase                  | Africa                          | Americhe                                                                      | Asia                                       | Europa                                                                                                  | Oceania                                    | Ripescaggi |
| --------------------- | ------------------------------- | ----------------------------------------------------------------------------- | ------------------------------------------ | --- | ------------------------------------------ | --- |
| Qualificate d'ufficio | - Sudafrica                     | - Argentina                                                                   |                                            | - Francia - Galles - Italia - Inghilterra - Irlanda - Scozia                                            | - Australia - Figi - Nuova Zelanda - Tonga | |
| Schema qualificazioni | - Vincitrice Africa Cup 2008-09 | - Vincitrice spareggio nordamericano - Vincitrice spareggio nord-sudamericano | - Vincitrice Top 5 Asian Five Nations 2010 | - 1ª classificata div. 1 campionato europeo 2008-10 - 2ª classificata div. 1 campionato europeo 2008-10 | - Vincitrice spareggio oceaniano           | Una squadra tra: - Finalista sconfitta Africa Cup 2008-09 - Perdente spareggio nord-sudamericano - 2ª classificata Top 5 Asian Five Nations 2010 - Vincente spareggio europeo |

## Africa

### Verdetto
- Namibia: qualificata alla Coppa del Mondo per la zona Africa
- Tunisia: ai ripescaggi interzona

## Americhe

### Verdetto
- Canada: qualificato alla Coppa del Mondo come prima squadra americana
- Stati Uniti: qualificati alla Coppa del Mondo come seconda squadra americana
- Uruguay: ai ripescaggi interzona

## Asia

### Verdetto
- Giappone: qualificato alla Coppa del Mondo per la zona Asia
- Kazakistan: ai ripescaggi interzona

## Europa

### Verdetto
- Georgia: qualificata alla Coppa del Mondo come prima squadra europea
- Russia: qualificata alla Coppa del Mondo come seconda squadra europea
- Romania: ai ripescaggi interzona

## Oceania

### Verdetto
- Samoa: qualificata alla Coppa del Mondo per la zona Oceania

## Ripescaggi
|  | Semifinali | Semifinali | Semifinali |  |  | Finale  | Finale  | Finale | Finale | Finale |  |
|  |            |            |            |  |  |         |         |        |        |        |  |
|  | Uruguay    | Uruguay    | 44         |  |  |         |         |        |        |        |  |
|  | Kazakistan | Kazakistan | 7          |  |  | Uruguay | Uruguay | 21     | 12     | 33     |  |
|  | Romania    | Romania    | 56         |  |  | Romania | Romania | 21     | 39     | 60     |  |
|  | Tunisia    | Tunisia    | 13         |  |  |         |         |        |        |        |  |

Per via dello schema delle qualificazioni predefinito, la prima semifinale fu tra Uruguay e Kazakistan: la nazionale ex sovietica si era inaspettatamente imposta come seconda forza asiatica alle spalle del Giappone e per la prima volta accedeva ai ripescaggi.
A Montevideo la più collaudata formazione sudamericana ebbe tuttavia la meglio e accedette agevolmente in finale vincendo l'incontro per 44-7.
Nella seconda semifinale, tenutasi a Buzău, i padroni di casa della Romania vinsero nettamente 56-13 contro la Tunisia.
Lo spareggio finale si tenne tra Uruguay e Romania: a Montevideo le due squadre impattarono 21-21 e al ritorno a Bucarest furono i rumeni a prevalere per 39-12, così assicurandosi il ventesimo e ultimo posto utile alla Coppa del Mondo.

### Semifinali
| Arbitro: | Federico Pastrana |

|                                            |      |                |
| 25’, 61’ Crosa 33’, 50’ Leivas 70’ tecnica | mt   | 48’ Abdrazakov |
| 25’, 33’, 50’, 61’, 70’ Caffera            | tr   | 48’ Nožkin     |
| 7’, 47’ Caffera 20’ de Freitas             | c.p. |                |

| Arbitro: | Mathieu Raynal |

|                                                                                  |      |                     |
| 21’ Dimofte 27’ Fercu 34’ Vlaicu 50’ tecnica 60’ Ianus 64’ Calafeteanu 79’ Petre | mt   | 76’ Sougir          |
| 21’, 27’, 34’, 50’, 79’ Dumbravă 60’ Vlaicu                                      | tr   | 76’ Chemseddine     |
| 5’, 9’, 15’ Dumbravă                                                             | c.p. | 3’, 16’ Chemseddine |

### Finale
| Arbitro: | Mark Lawrence |

|                       |      |                        |
| 31’ Mieres 62’ Leivas | mt   | 39’ Manta 51’ Lemnaru  |
| 62’ Arocena           | tr   | 51’ Dumbravă           |
| 43’, 46’, 75’ Arocena | c.p. | 20’, 26’, 29’ Dumbravă |

| Arbitro: | Alain Rolland |

|                                                                |      |                        |
| 10’ Gál 13’ tecnica 24’ Manta 65’, 77’ Calafeteanu 74’ Lemnaru | mt   | 57’ Crosa 71’ Dugonjic |
| 10’, 13’, 25’ Dumbravă                                         | tr   | 57’ Arocena            |
| 43’ Dumbravă                                                   | c.p. |                        |

## Quadro generale delle qualificazioni
| Fase                  | Africa      | Americhe               | Asia       | Europa                                                       | Oceania                                    | Ripescaggi |
| --------------------- | ----------- | ---------------------- | ---------- | ------------------------------------------------------------ | ------------------------------------------ | ---------- |
| Qualificate d'ufficio | - Sudafrica | - Argentina            |            | - Francia - Galles - Italia - Inghilterra - Irlanda - Scozia | - Australia - Figi - Nuova Zelanda - Tonga |            |
| Schema qualificazioni | - Namibia   | - Canada - Stati Uniti | - Giappone | - Georgia - Russia                                           | - Samoa                                    | - Romania  |